# Rodrigo Godínez
Rodrigo Godínez (Zamora de Hidalgo, Michoacán, México; 21 de septiembre de 1992) es un futbolista mexicano. Juega como defensa central o lateral y su actual equipo es el Club Tijuana de la Liga MX.

## Trayectoria
Debutó en la Primera División de México el 21 de septiembre de 2012, en la posición de medio de contención, en la cancha del Estadio Morelos de Morelia justamente en su cumpleaños 20 en un partido entre Monarcas Morelia contra los Tigres de la Universidad Autónoma de Nuevo León y que terminó en empate a 1 .
Habitualmente juega como defensa lateral aunque también domina la posición de defensa central; fue titular en el partido en el que ganó su primer título, que fue la Copa Mx 2013. Posteriormente fue prestado al Atlas de Guadalajara, luego a los Tiburones Rojos de Veracruz donde también consiguió la Copa Mx 2016 y a los Lobos BUAP, donde consiguió siendo titular, el título del Ascenso Mx al máximo circuito. Posteriormente pasó por los Leones Negros de la Universidad de Guadalajara donde fue referente y actualmente milita para los Xolos de Tijuana.

### Clubes
| Club                        | País   | Año           | PJ  | Goles |
| --------------------------- | ------ | ------------- | --- | ----- |
| Monarcas Morelia            | México | 2012 - 2014   | 41  | 0     |
| Atlas de Guadalajara        | México | 2015 - 2016   | 5   | 1     |
| Tiburones Rojos de Veracruz | México | 2016          | 7   | 1     |
| Lobos BUAP                  | México | 2017 - 2018   | 35  | 2     |
| Leones Negros               | México | 2019 - 2022   | 101 | 12    |
| Club Tijuana                | México | 2022 - Actual | 23  | 0     |

### Títulos
| Temporada     | País   | Torneo             | Equipo                   |
| ------------- | ------ | ------------------ | ------------------------ |
| Apertura 2013 | México | Copa MX            | Monarcas Morelia         |
| 2014          | México | Supercopa MX       | Monarcas Morelia         |
| Clausura 2016 | México | Copa MX            | Tiburones Rojos Veracruz |
| Clausura 2017 | México | Ascenso MX         | Lobos BUAP               |
| 2016-17       | México | Campeón de Ascenso | Lobos BUAP               |